# Matriz (Horta)
Matriz ist eine portugiesische Gemeinde (Freguesia) im Kreis (Concelho) von Horta, Hauptstadt der Azoreninsel Faial. In ihr leben 2435 Einwohner (Stand 19. April 2021).
Matriz ist eine der drei Stadtgemeinden Hortas, zusammen mit Angústias und Conceição bildet sie das Stadtgebiet der Kreisstadt Hortas ab. Der Kreis Horta umfasst die gesamte Insel Faial.
In der Gemeinde liegen einige bedeutende Gebäude, darunter die Fakultät für Ozeanografie und Fischkunde (Departamento de Oceanografia e Pescas) der Universität der Azoren, die Bibliothek und das Archiv der Stadt, und die meisten Museen der Stadt, so das Regionalmuseum, das Sportmuseum und das Museum für Sakrale Kunst. Auch einige Parks, Gärten und Aussichtspunkte (Miradouros) liegen hier.